# Villa La Loggia
A Villa La Loggia está localizada em Florença, na Via Bolognese, 165. 

## História
Foi construída pela família Pazzi no século XV sobre uma antiga casa de campo que pertenceu a Brunetto Latini, professor de Dante Alighieri. Parece que o arquiteto que cuidou da obra foi Giuliano da Maiano, também o provável autor do Palazzo Pazzi. Em 1490, a família Pazzi hospedou Renato I de Nápoles, então bispo de Aix-en-Provence e que viera a Florença como embaixador de Carlos VIII, rei da França.
Na primavera de 1478, os membros da conspiração dos Pazzi reuniram-se nesta villa para discutir como matariam Lourenço de Médici e Juliano de Médici. Após o desfecho da conspiração, a propriedade foi confiscada de Jacopo de' Pazzi e comprada por Geronimo d'Hauteville e os Oficiais do Monte (1495), antes de ser passada em 1498 para Franceschetto Cybo, que também havia comprado o Palazzo Pazzi-Quaratesi após o confisco.
Em 1566, a villa foi comprada por Chiappino Vitelli. Em 1603, Baldassarre Suarez de la Concha, funcionário da "comenda" Médici, confiscou-a em troca de parte dos créditos dos Vitelli, e ela chegou ao Grão-Príncipe Fernando de Médici, que a vendeu em 1629 em favor do Marquês Paolo del Bufalo. Sua filha, Vittoria, a doou como dote à família Falconeri e, em 1724, foi comprada novamente por Jacopo Panciatichi, botânico, que construiu um jardim modelo no parque. Na primeira metade do século XIX, foi vendida à cantora lírica Angelica Catalani, que a transformou em ponto de encontro da elite social.
Outros proprietários se sucederam: os Valabrègues, os marqueses Lavaggi de Roma, os Ottobonis. No final do século XIX, a villa foi comprada pelo Conde David Costantini, e seus netos Andrea e Chiara ainda a possuem. Atualmente, La Loggia está arrendada à empresa Giunti Editore Spa.

## Descrição

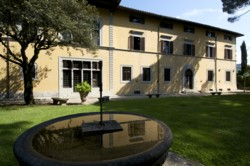
Vista lateral

A villa é composta por vários edifícios construídos em diferentes períodos, com acréscimos neomedievais entre os séculos XIX e XX que dificultam a identificação da planta original. O edifício tem planta em "U", com o corpo principal paralelo à rua. A lógia do século XV que lhe dá nome está localizada no interior e é composta por dois níveis: no térreo, há arcos de volta perfeita e capitéis coríntios, com medalhões; no primeiro andar, com uma grande galeria, destaca-se o parapeito decorado com motivos florais, com pequenas colunas que sustentam o teto artesoado.
Outra galeria de três arcos está anexa à villa e é decorada com afrescos de mapas dos continentes e, nas abóbadas, grotescos. No parque com árvores centenárias, há uma orangerie e uma pequena villa de estilo eclético, talvez originalmente uma residência de serviço. Toda a propriedade é cercada por um muro alto.

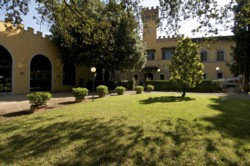
Vista da torre
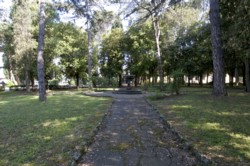
Vista parcial do parque

## Outros projetos
- Media relacionados com Villa La Loggia no Wikimedia Commons